# Équipe du Cambodge de football
Cet article traite de l'équipe masculine. Pour l'équipe féminine, voir Équipe du Cambodge féminine de football.
Maillots
L'équipe du Cambodge de football (en khmer :  ក្រុមបាល់ទាត់ជម្រើសជាតិកម្ពុជា) est l'équipe nationale du Cambodge, dirigée par la Fédération du Cambodge de football. Elle était connue sous le nom d'Équipe nationale de la République Khmère de football entre 1970 et 1975. Elle a fini 4e à la coupe d'Asie des nations de football 1972. L'équipe a été créée en 1933 et a rejoint la FIFA en 1953. L'un des meilleurs joueurs a été Hok Socheta. Il a été considéré comme le 2e meilleur attaquant d'Asie du Sud-Est. En 1997, Hok Socheta a été élu meilleur joueur d'Asie du Sud-Est et a reçu le ballon d'or de Sanyo.

## Histoire

### Coupe d'Asie de 1972
Pendant le tournoi, la République Khmère était l'une des meilleures équipes nationales d'Asie. La République Khmère s'était qualifiée jusqu'aux demi-finales, mais a ensuite été battue par l'Iran et la Thailande. Elle est arrivée en 4e position. C'est la meilleure position que le Cambodge a atteint dans un tournoi international.

### De 1990 à 2010
Après des décennies de guerres, au cours desquelles le génocide des Khmer Rouges et l'invasion vietnamienne qui a fait basculer les Khmer Rouges, le Cambodge est revenu au football international en 1993. Le premier tournoi comme nouvelle équipe a été la Tiger Cup, où le Cambodge a perdu ses 4 matchs. Bien que le Cambodge a été le plus faible pendant ce tournoi, le Cambodge a fait preuve d'un grand esprit de football. Cependant, lors des tournois successifs, le Cambodge n'a pas réussi à atteindre son niveau d'autrefois. Malgré cela, le Cambodge a donné naissance à l'un des meilleurs footballeur cambodgien de son histoire, Hok Socheta.

### De nos jours
Le football cambodgien a connu une renaissance après des décennies d'ombre. Cette renaissance a commencé avec l'arrivée de Lee Tae-hoon, qui a développé le football au Cambodge, avec un changement tactique, le développement des jeunes et la promotion des jeunes cambodgiens dans l'équipe nationale ce qui a donné un espoir pour le développement du Cambodge. Dans cette équipe, il y a beaucoup de nouveaux jeunes, notamment Chan Vattanaka, qui est le premier cambodgien à jouer dans une équipe en dehors du Cambodge (10 matchs en Malaisie).
La sélection a également signé des progrès lors du 3e tour qualificatif pour la Coupe d'Asie des nations 2019 (en) ; où le Cambodge, qui s'était défait de Taïwan au tour précédent (en) et a été ensuite placé dans le groupe C ; a battu à domicile l'Afghanistan (1-0) et donné du fil à retordre, toujours à domicile, au Viêt Nam (défaite 1-2) et à la Jordanie (défaite 0-1). En revanche le Cambodge a montré plus de fébrilité à l'extérieur où il y a perdu ses 3 matchs, dont certains sur un score lourd (défaites 0-7 en Jordanie et 0-5 au Viêt Nam) et a fini à la dernière place de son groupe, avec 3 points.
Le 12 août 2018, le célèbre joueur japonais Keisuke Honda qui évolue alors au Melbourne Victory devient sélectionneur de l'équipe.
Sous sa houlette et celle de l'Argentin Félix Dalmás, la sélection a dominé à deux reprises le Pakistan lors du 1er tour des éliminatoires de la Coupe du monde 2022, à domicile (2-0) puis sur terrain neutre au retour pour des raisons de sécurité (2-1). Qualifié pour le tour suivant où il est placé dans le groupe C, le Cambodge a également montré une belle résistance à domicile lors des deux premières rencontres face à Hong Kong (1-1 en ayant globalement dominé le match mais manqué de réussite offensive) et à Bahreïn (défaite 0-1). Cependant, les protégés de Keisuke Honda, plus friables à l'extérieur comme lors du 3e tour qualificatif pour la Coupe d'Asie des nations 2019 (en), ont subi la plus lourde défaite de leur histoire le 10 octobre 2019 en s'inclinant 0-14 en Iran, une rencontre où le Cambodge, largement dominé dans tous les compartiments du jeu, a manqué le penalty du 7-1 en début de seconde mi-temps. Le Cambodge tente ensuite de résister comme il le peut à domicile face à l'Irak, autre favori du groupe C, mais s'incline 0-4, la faute à de trop nombreuses erreurs techniques et une infériorité sur le plan physique et athlétique. Le Cambodge perd lourdement ses 3 dernières rencontres et achève ce tour qualificatif avec un point au compteur et un total de 2 buts inscrits contre 44 encaissés.

## Palmarès

### Classement FIFA
| Année              | 1995 | 1996 | 1997 | 1998 | 1999 | 2000 | 2001 | 2002 | 2003 | 2004 | 2005 | 2006 | 2007 | 2008 | 2009 | 2010 | 2011 | 2012 | 2013 | 2014 | 2015 | 2016 | 2017 | 2018 | 2019 | 2020 | 2021 | 2022 | 2023 | 2024 |
| ------------------ | ---- | ---- | ---- | ---- | ---- | ---- | ---- | ---- | ---- | ---- | ---- | ---- | ---- | ---- | ---- | ---- | ---- | ---- | ---- | ---- | ---- | ---- | ---- | ---- | ---- | ---- | ---- | ---- | ---- | ---- |
| Classement mondial | 180  | 186  | 170  | 162  | 168  | 169  | 169  | 176  | 178  | 184  | 188  | 174  | 183  | 178  | 175  | 166  | 170  | 184  | 189  | 179  | 180  | 173  | 173  | 172  | 173  | 173  | 171  | 177  | 179  | 180  |

### Parcours enCoupe du monde
| Année | Position     |      | Année             | Position |                   | Année | Position |
| 1930  | Non inscrite | 1974 | Non inscrite      | 2010     | Tour préliminaire |       |          |
| 1934  | Non inscrite | 1978 | Non inscrite      | 2014     | Tour préliminaire |       |          |
| 1938  | Non inscrite | 1982 | Non inscrite      | 2018     | Tour préliminaire |       |          |
| 1950  | Non inscrite | 1986 | Non inscrite      | 2022     | Tour préliminaire |       |          |
| 1954  | Non inscrite | 1990 | Non inscrite      | 2026     | Tour préliminaire |       |          |
| 1958  | Non inscrite | 1994 | Non inscrite      | 2030     | À venir           |       |          |
| 1962  | Non inscrite | 1998 | Tour préliminaire | 2034     | À venir           |       |          |
| 1966  | Non inscrite | 2002 | Tour préliminaire |          |                   |       |          |
| 1970  | Non inscrite | 2006 | Non inscrite      |          |                   |       |          |

### Parcours enCoupe d'Asie
| Année | Position          |      | Année             | Position |                   | Année | Position |
| 1956  | Tour préliminaire | 1984 | Non inscrite      | 2011     | Non inscrite      |       |          |
| 1960  | Non inscrite      | 1988 | Non inscrite      | 2015     | Non inscrite      |       |          |
| 1964  | Non inscrite      | 1992 | Non inscrite      | 2019     | Tour préliminaire |       |          |
| 1968  | Tour préliminaire | 1996 | Non inscrite      | 2023     | Tour préliminaire |       |          |
| 1972  | Demi-finale (4e)  | 2000 | Tour préliminaire | 2027     | Tour préliminaire |       |          |
| 1976  | Non inscrite      | 2004 | Tour préliminaire |          |                   |       |          |
| 1980  | Non inscrite      | 2007 | Non inscrite      |          |                   |       |          |

### Parcours enCoupe d'Asie du Sud-Est
- 1996 : 1er tour
- 1998 : Tour préliminaire
- 2000 : 1er tour
- 2002 : 1er tour
- 2004 : 1er tour
- 2007 : Tour préliminaire
- 2008 : 1er tour
- 2010 : Tour préliminaire
- 2012 : Tour préliminaire
- 2014 : Tour préliminaire
- 2016 : 1er tour
- 2018 : 1er tour
- 2021 : 1er tour
- 2022 : 1er tour
- 2024 : 1er tour

### Parcours auxJeux d'Asie du Sud-Est
- 1959 : Non inscrit
- 1961 : Dernier de la poule B
- 1965 : Non inscrit
- 1967 : Non inscrit
- 1971 : Non inscrit
- 1973 : Non inscrit
- 1975 : Non inscrit
- 1977 : Non inscrit
- 1979 : Non inscrit
- 1981 : Non inscrit
- 1983 : Non inscrit
- 1985 : Non inscrit
- 1987 : Non inscrit
- 1989 : Non inscrit
- 1991 : Non inscrit
- 1993 : Non inscrit
- 1995 : Dernier de la poule A
- 1997 : 3e sur 5 de la poule B
- 1999 : Dernier de la poule B
- 2001 : Dernier de la poule A
- 2003 : Dernier de la poule B
- 2005 : Dernier de la poule A
- 2007 : Dernier de la poule

### Sélection actuelle
Mis à jour le 18 juin 2024
| N°         | Nom                | Date de naissance | Sélections (buts) | Club             |
| ---------- | ------------------ | ----------------- | ----------------- | ---------------- |
| Gardiens   |                    |                   |                   |                  |
| 12         | Hul Kimhuy         | 7 avril 2000      | 9 (0)             | Visakha          |
| 22         | Vireak Dara        | 30 octobre 2003   | 1 (0)             | Visakha          |
| 1          | Um Vichet          | 27 novembre 1993  | 6 (0)             | Phnom Penh Crown |
| Défenseurs |                    |                   |                   |                  |
| 19         | Chea Chandara      | 5 août 1999       | 2 (0)             | Nagaworld        |
| 3          | Phach Socheavila   | 19 novembre 2000  | 1 (0)             | Phnom Penh Crown |
| 4          | Sin Sophanat       | 20 avril 1997     | 4 (0)             | Visakha          |
| 17         | Sor Rotana         | 9 octobre 2002    | 8 (0)             | Visakha          |
| 13         | Kem Vanda          | 6 novembre 1999   | 2 (0)             | Dangkor Senchey  |
| 8          | Saret Krya         | 3 mars 1996       | 19 (1)            | Svay Rieng       |
| 14         | Soeuy Visal        | 19 août 1995      | 53 (1)            | Svay Rieng       |
|            | Yeu Muslim         | 25 décembre 1998  | 8 (0)             | Phnom Penh Crown |
| Milieux    |                    |                   |                   |                  |
| 11         | Thierry Chanta Bin | 1er juin 1991     | 31 (1)            | Visakha          |
| 6          | Kouch Dani         | 11 octobre 1990   | 6 (0)             | Nagaworld        |
| 23         | Yudai Ogawa        | 4 octobre 1996    | 4 (0)             | Phnom Penh Crown |
| 7          | Kong Lyhour        | 6 août 2003       | 2 (0)             | Prey Veng        |
| 18         | Min Ratanak        | 30 juillet 2002   | 5 (0)             | Svay Rieng       |
| 20         | Sos Suhana         | 4 avril 1992      | 54 (3)            | Nagaworld        |
| Attaquants |                    |                   |                   |                  |
| 10         | Nick Taylor        | 2 septembre 1998  | 6 (1)             | Svay Rieng       |
| 15         | Mat Noron          | 17 juin 1998      | 8 (0)             | Boeung Ket       |
| 16         | Phan Sophen        | 13 octobre 2000   | 2 (0)             | Prey Veng        |
|            | Lim Pisoth         | 29 août 2001      | 14 (2)            | Phnom Penh Crown |
|            | Nhean Sosidan      | 11 octobre 2002   | 5 (0)             | Tiffy Army       |
|            | Sieng Chanthea     | 9 septembre 2002  | 26 (4)            | Al-Shahania      |

## Chronologie des sélectionneurs
- 1965-1967 :  Vladimír Mirka
- juin 1996-janvier 2003 :  Joachim Fickert
- 2003-juin 2005 :  Som Saran
- juillet 2005-décembre 2007 :  Scott O'Donell
- décembre 2007-juillet 2008 :  Yoo Kee-heung
- juillet 2008-mai 2009 :  Prak Sovannara
- juin 2009-août 2010 :  Scott O'Donell
- août 2010-mai 2012 :  Lee Tae-hoon
- juillet 2012-octobre 2012 :  Hok Sochetra
- décembre 2012-septembre 2013 :   Prak Sovannara
- septembre 2013-mars 2017 :  Lee Tae-hoon
- avril 2015 :  Kazunori Ohara (intérim)
- mars 2017-octobre 2017 :  Leonardo Vitorino
- octobre 2017-août 2018 :  Prak Sovannara (intérim)
- août 2018-août 2020 :   Félix Dalmás
- août 2018-janvier 2023 :  Keisuke Honda[8],[9]
- mars 2021-janvier 2023 :  Ryu Hirose[10],[11]
- mars 2023-septembre 2024 :   Félix Dalmás[12]
- septembre 2024- :  Koji Gyotoku